# Franco Bonisolli
Franco Bonisolli (Rovereto, 25 de maig de 1938 - Viena, 30 d'octubre de 2003) fou un tenor spinto italià
Debutà a Spoleto el 1961. Dotat d'un veu extraordinària, amb gran facilitat pels aguts, en el seu repertori destacaven els papers més brillants de tenor spinto. Potser el seu rol més característic fos el Manrico d'Il Trovatore. Actuà al Liceu de Barcelona, on el 1983 va fer un recital memorable d'àries molt difícils, típic de la seva personalitat potent, histriònica i desafiant.